# Cecilia Maria Barthélemon
Cecilia Maria Barthélemon (Reino Unido, ca. 1769-70 – ca. 1840) fue compositora, pianista, cantante y organista inglesa. Nació en el núcleo de una familia musical que además tenía cercana relación con Haydn. Su madre fue la cantante y compositora Maria "Polly" Barthélemon.

## Primeros años/Influencia familiar
Cecilia Maria Barthélemon nació en Reino Unido aproximadamente entre los años 1769 y 1770. Fue hija de dos músicos importantes, Maria Barthélemon y François-Hippolyte Barthélémon, asimismo, sobrina nieta de Thomas Arne. Cecilia continuó con la tradición musical de su familia y acompañó a sus padres en su tour por Alemania, Francia e Italia entre 1776 y 1777. En este tour Cecilia cantó para el Rey de Nápoles y para María Antonieta. Continuó apareciendo en varias presentaciones para el beneficio de sus padres; primero como cantante y después como pianista; a veces tocaba sus propias obras y composiciones para teclado. En 1784, en la presentación de la ópera Eliza de Thomas Arne, tocó un concierto para piano y su padre la acompañó con la viola para el Primer Acto. Después ella y su madre cantaron un dueto italiano. Sus padres fueron probablemente los primeros maestros de música que tuvo. Eventualmente estudió clavecín, piano y órgano con Johann Samuel Schröter (ca. 1752–1788) un músico de Leipzig que se encontraba en Londres en aquellos años.
Sus presentaciones y cantos parecen haber terminado después de su matrimonio con el Capitán E. P. Henslowe.

## Influencia de su madre
Su madre Maria “Polly” Barthélemon (1749, Londres – 20 de septiembre de 1799) nació en el núcleo de una familia de reconocidos cantantes. Su tía Cecilia, importante soprano, se casó con Thomas Arne y ambos eran muy cercanos a la familia de Maria. A la edad de seis años, viajó con ellos a Dublín donde cantó una pieza de Arne: Eliza. Por muchos años Maria se quedó con su tía Cecilia en Irlanda estudiando música y teniendo presentaciones en Dublín. Pronto fue conocida por su habilidad para tocar el clavecín.

## Amistad con Haydn

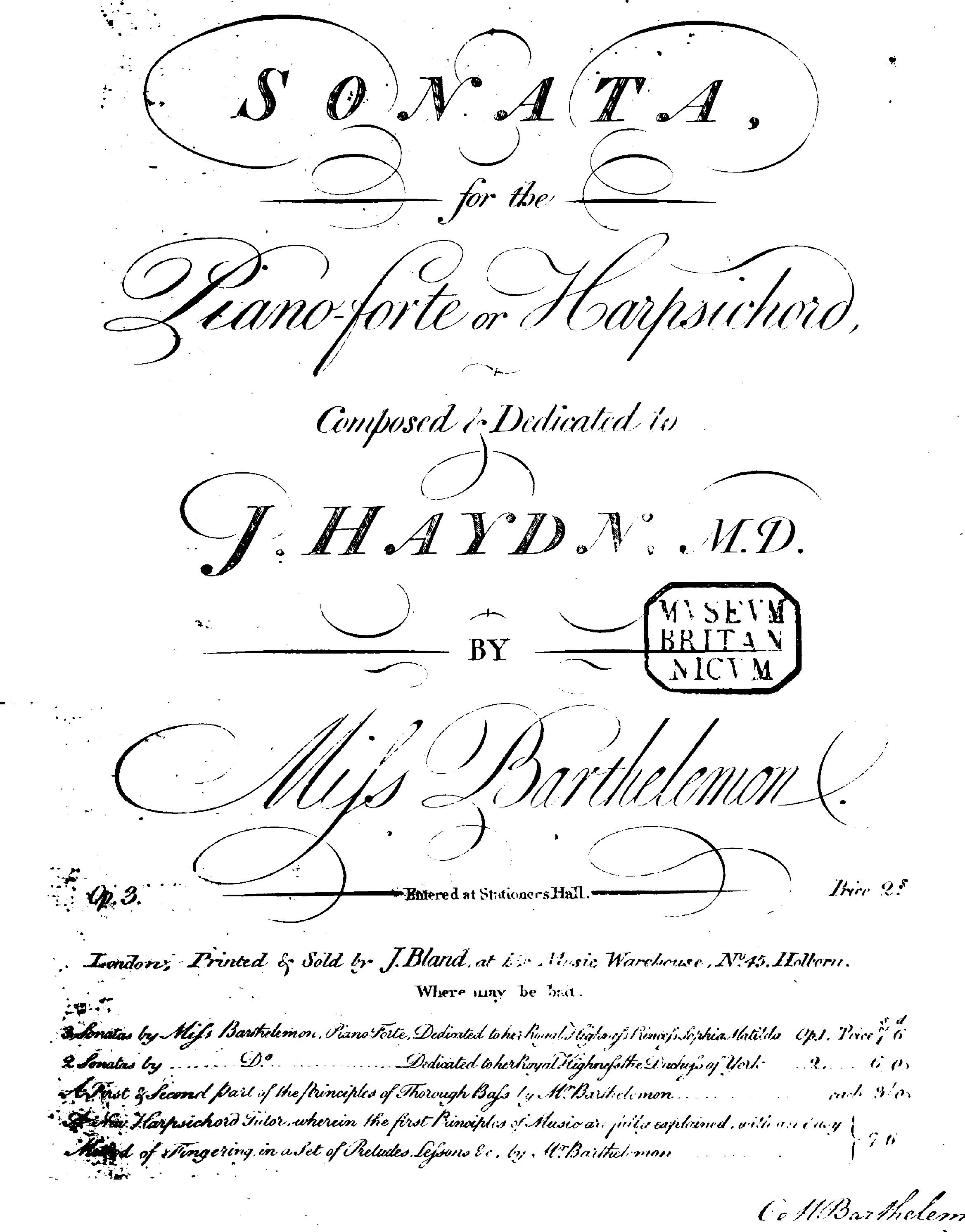
Portada de la Sonata Op. 3 de Cecilia Maria Barthélemon, con dedicatoria a Joseph Haydn

La familia Barthélemon tenía cercana amistad con Joseph Haydn, pues se conocieron cuando este viajó a Inglaterra en 1790. Haydn los visitaba frecuentemente, cantaba canzonettas mientras se acompañaba en el piano. Le dio copias de su música a Cecilia cuando ella tenía alrededor de 20 años. Cecilia atesoraba tanto las visitas de Haydn que dedicó a él su Sonata op. 3, compuesta en 1794.

## Obra[3]
- Op. 1: Tres Sonatas para Pianoforte o Clavecín. Segundo con Acompañamiento de Violín, 1786. Este volumen fue dedicado a Su Alteza Real la Princesa Sophia Matilda.
- Op. 2: Dos Sonatas para Pianoforte, 1792. Dedicadas a Su Alteza Real La Duquesa de York.
- Op. 3: Sonata para Pianoforte o Clavecín, 1794. Esta pieza fue dedicada a J. Haydn M.D.
- Op. 4: Sonata para Pianoforte o Clavecín, con Acompañamiento de Violín, 1795. Dedicada a Su Majestad La Reina de Naples.
- The Capture of the Cape of Good Hope, para Pianoforte o Clavecín. Pieza dedicada a Sir George Keith Elphinstone, KB.